# Santiago Nadal i Gaya
Santiago Nadal i Gaya (Lleida 1909 - Barcelona 1974) fou un advocat i periodista català, germà d'Eugeni, Carles i Joan Manuel Nadal i Gaya.
Es llicencià en Dret a la Universitat de Barcelona, sense activitat política fins l'arribada de la Segona República, fou membre del grup monàrquic català Peña Blanca. Quan esclatà la Guerra Civil espanyola fou perseguit amb amenaces de mort per milicians de la FAI i empresonat. Va escapar a Itàlia el 1936. Des d'allà passà a l'Espanya "nacional". Dirigí els diaris El Correo Español-El Pueblo Vasco i Nueva Rioja. Es comptà entre el grup de catalans que fundaren, a Burgos, la revista Destino.
A partir de 1939, conclosa la guerra civil i retornat a Barcelona, fou Redactor d'Estranger del diari La Vanguardia Española i va participar activament a la revista Destino. Així, durant la Segona Guerra Mundial, sostingué una clara posició aliadòfila, a pesar del control de la premsa pel Règim franquista.
Un article de Nadal ("Verona y Argel") publicat a Destino el 1944 sobre els assassinats polítics a Itàlia i l'Algèria francesa, fou causa del seu empresonament per ordre del governador civil de Barcelona, Antonio de Correa y Veglison. Fou alliberat per la intervenció de Josep Pla i l'alcalde de Barcelona, Miquel Mateu i Pla.
Durant els anys de la Segona Guerra Mundial, Nadal era ja Redactor en Cap de la Secció d'Estranger. Va contribuir activament a que La Vanguardia Española adoptès una clara posició aliadòfila. En acabar la Segona Guerra Mundial, per premiar la seva posició pro-aliada, fou condecorat pel Govern britànic i el Govern francès.
Des de l'època de la Guerra Mundial, que va començar el 1939, Nadal va adoptar una clara posició de defensa de la monarquia constitucional, critica amb el franquisme. Aquesta posició li va suposar suspensions de les seves conferències o supressió d'alguns dels seus articles.
Considerat un periodista sagaç, va saber transmetre un missatge de defensa del liberalisme i la monarquia constitucional, en una època de censura prèvia i, després, control de la premsa. Va mantenir una activitat política pseudoclandestina, centrada en el grups monàrquics i liberals de Barcelona i Madrid. Fou membre del Consell Privat de D. Joan de Borbó, fill i hereu d'Alfons XIII i pare de Joan Carles I. Va ser i l'únic català del "Secretariat Permanent" del Consell. Fou redactor en cap de la Secció d'Estranger i Sotsdirector de La Vanguardia fins a la seva mort. Col·laborà també al diari monàrquic de Madrid ABC, i altres diaris i revistes. També fou president de l'Associació de la Premsa de Barcelona del 1971 al 1974.
Santiago Nadal és autor de llibres, sobre història, política internacional i política nacional.

## Obres
- Las cuatro mujeres de Felipe II (1945)
- Un dios ha caído (1956)
- Los Estados Unidos vistos de cerca (1960)
- España antes de mañana (1974)